# Henry Sopkin
Henry Sopkin (20 octobre 1903 - 1er mars 1988) est un chef d’orchestre américain. Il a fondé et dirigé pendant 21 ans, de 1945 à 1966, l’Orchestre symphonique d'Atlanta,.

## Biographie
Henry Sopkin nait le 20 octobre 1903 à New York. Il étudie le violon dans sa jeunesse. Il entre à le Conservatoire américain de musique (en) de Chicago, où il a grandi, et il en sort avec un bachelor et un master en musique.
Dans les années 1920 et 1930, il enseigne à l’American Conservatory (direction d’orchestre), dans les lycées de la région de Chicago et au Collège Woodrow-Wilson (en) avant que l’Atlanta Music Club ne l’engage en 1944,. Sous le patronage de l’Atlanta Music Club, fondé en 1915, l’Orchestre symphonique d’Atlanta nait en 1947 à partir d’un orchestre de jeunes d’Atlanta dirigé par Sopkin. Lorsqu’il prend sa retraite en 1966, l’Orchestre symphonique devient pleinement professionnel,.
Il meurt le 1er mars 1988 à Palo Alto.